# Hearts Away
Hearts Away è un singolo del gruppo musicale statunitense Night Ranger, il secondo estratto dal loro quarto album Big Life nel 1987.

## Tracce
7" Single MCA 258 283-7
1. Hearts Away (versione ridotta) – 3:59
2. Better Let It Go – 4:40

12" Maxi MCA L33-17340
1. Hearts Away (versione album) – 4:58
2. Hearts Away (versione ridotta) – 3:59

## Formazione
- Jack Blades – voce, basso
- Jeff Watson – chitarra
- Brad Gillis –  chitarra
- Alan Fitzgerald – tastiere
- Kelly Keagy – batteria, voce

## Classifiche
| Classifica (1987) | Posizione massima |
| ----------------- | ----------------- |
| Stati Uniti       | 90                |